# Канту
Канту (итал. Cantù) град је у северној Италији. То је други по величини и значају град округа Комо у оквиру италијанске покрајине Ломбардија.

## Природне одлике
Град Канту се налази 40 км северно од Милана, у северном делу Падске низије. То је историјско средиште области Бријанца. Град се развио на јужној обали великог италијанског језера Гарда. Град се налази на северном ободу Падске низије, познатој по веома развијеној пољопривреди (вино, пиринач, житарице и млечни производи), на приближно 370 m надморске висине.

## Становништво
Према резултатима пописа становништва 2011. у општини је живело 38.717 становника.
| 1931.  | 1936.  | 1951.  | 1961.  | 1971.  | 1981.  | 1991.  | 2001.  | 2011.  |
| ------ | ------ | ------ | ------ | ------ | ------ | ------ | ------ | ------ |
| 17.789 | 18.517 | 21.286 | 26.559 | 32.488 | 36.760 | 36.151 | 35.153 | 38.717 |

Канту данас има око 39.000 становника, махом Италијана. Током протеклих пар деценија број становништва у граду је опадао.

## Партнерски градови
- Вилфранш сир Саон
- Џејмстаун